# Nontotiente
In matematica, un numero intero n si definisce nontotiente se l'equazione
{\displaystyle \varphi (x)=n}
non ha soluzioni; dove φ(x) è la Funzione φ di Eulero.
Dato che la funzione φ(x) è definita come il numero degli interi positivi minori o uguali a x che gli sono coprimi, n è un nontotiente solo se non esiste alcun numero intero x che abbia esattamente n interi minori e coprimi.
Tutti i numeri dispari sono nontotienti con l'eccezione dell'1 per cui l'equazione
{\displaystyle \varphi (x)=1}
ha soluzioni {\displaystyle x=1,x=2}.
I primi numeri pari nontotienti sono:
14, 26, 34, 38, 50, 62, 68, 74, 76, 86, 90, 94, 98, 114, 118, 122, 124, 134, 142, 146, 152, 154, 158, 170, 174, 182, 186, 188, 194, 202, 206, 214, 218, 230, 234, 236, 242, 244, 246, 248, 254, 258, 266, 274, 278, 284, 286, 290, 298, 302 (Sequenza A005277 dell'OEIS).
Un numero pari nontotiente può essere maggiore di un'unità di un numero primo, ad esempio 14 (13+1), 38 (37+1), ma mai minore di un'unità. Questa considerazione deriva da una proprietà della funzione φ, per la quale φ(x) = x-1 se e solo se x è primo. Quindi se x è primo x-1 non può essere nontotiente.